# 확률비
확률비(영어: odds) 또는 발생비는 확률론에서 특정 결과의 확률을 측정하는 것이다. 확률비는 일반적으로 도박과 통계에 사용된다. 예를 들어 확률이 40%인 사건의 경우 확률비가 "2 대 5", "2 대 3 찬성" 또는 "3 대 2 반대"라고 말할 수 있다.
도박을 할 때 확률비는 종종 가능한 순 손실에 대한 가능한 순 이익의 비율로 제공된다. 그러나 많은 경우 손실 가능성("판돈" 또는 "베팅")을 미리 지불하고, 이기면 순 승리금과 판돈도 돌려받는다. 따라서 "3 대 2"에 2를 베팅하면 3 + 2 = 5가 지급되며, 이를 "5 for 2"라고 한다. 머니라인 배당률이 양수 +X로 표시되면 베팅에서 X를 100으로 지불한다는 의미이다. 머니라인 배당률을 음수 −X로 표시하면 베팅에서 X로 100을 지불한다는 의미이다.

## 같이 보기
- 패리뮤추얼 제도
- 로지스틱 회귀
- 승산비